# Plusy dodatnie, plusy ujemne (audycja radiowa)
Plusy dodatnie, plusy ujemne – publicystyczny program radiowy prowadzony przez Rafała Ziemkiewicza na antenie Radia Plus od stycznia 2014 roku do 2016 roku. Program miał formułę autorskiego przeglądu prasy oraz rozmów z trzema gośćmi, a później czterema (dziennikarze, politolodzy, socjolodzy, pisarze), z którymi prowadzący zgłębiał i komentował bieżące tematy polityczne i społeczne. Autor nie zapraszał do programu polityków. Audycja trwała dwie godziny, nadawana była raz w tygodniu (czwartek, 20:00) i nawiązywała swoją nazwą do programu radiowego Rafała Ziemkiewicza nadawanego w latach 1992–1998, również na antenie Radia Plus.

## "O polityce bez polityków"
Tradycyjnie w Plusach dodatnich, plusach ujemnych rozmawiamy z politologami o polskiej scenie politycznej, bo uważam, że rozmawianie z politykami, to po pierwsze niewiele z tego wynika, a po drugie oni i tak wszędzie są gośćmi poranka, gośćmi przedpołudnia, gośćmi południa, wczesnego popołudnia, późnego popołudnia, wieczoru, nocy, i tak dalej. W związku z tym… Chyba rekordzistką  kiedyś była Julia Pitera, która jednego dnia była w dziewięciu radiach i telewizjach. Jak jeszcze, oczywiście, była tym ministrem od niczego. Znaczy się... niby od walki z korupcją, ale zajmowała się dokładnie niczym. Więc zamiast z politykami, wolę rozmawiać z naukowcami, którzy jakoś to obserwują. (Cytat z prowadzącego z audycji z 21 kwietnia 2016)

Weźcie mi Państwo, bardzo proszę, za plus, że nie zapraszam do tego programu polityków, żeby sami mówili o swoich… kto tam komu nadepnął na co, i co ten mu za to zrobi. (Cytat z prowadzącego z audycji z 13 maja 2016)

Sam chętnie porozmawiałbym o innych rzeczach. O kulturze, o burbonie, o literaturze fantastyczno naukowej. Ale takie było zamówienie społeczne. Z jakiegoś powodu wszyscy w Polsce na tę polityke narzekają, ale wszyscy chcą słuchać głównie o polityce. Jak w audycji się nie zaprosi polityka, to słuchalność jest mniejsza niż kiedy się go zaprosi. A u nas w audycji nie będzie polityka, tradycyjnie, bo tak jakoś w Plusach jest, i jakoś sobie radzimy (Cytat z prowadzącego z audycji z 23 czerwca 2016)

## Goście
| Data i link do programu | Gość                                                   | Gość                                                           | Gość                                                                 | Gość                                                                       |
| 21.04.2016              | Piotr Bajda politolog UKSW                             | Wojciech Muszyński historyk IPN                                | Anna Sarzyńska W Sieci                                               | Mariusz Staniszewski politolog, publicysta Wprost, Do Rzeczy               |
| 28.04.2016              | Bartłomiej Biskup politolog UW                         | Jarosław Szczepański prawnik, politolog UW                     | Sławomir Jastrzębowski polonista, dziennikarz dziennik Super Express | Agaton Koziński publicysta dziennik Polska The Times                       |
| 05.05.2016              | Krzysztof Rak historyk filozofii Nowa Konfederacja     | Jarosław Szymanek politolog UW                                 | Piotr Gociek dziennikarz, pisarz Polskie Radio, Do Rzeczy            | Bartłomiej Radziejewski politolog Klub Jagielloński                        |
| 13.05.2016              | Sergiusz Trzeciak politolog, prawnik Collegium Civitas | Tomasz Żyro politolog UW                                       | Mariusz Staniszewski dziennikarz tygodnik Wprost                     | Mariusz Gierej przedsiębiorca portal mPolska24.pl                          |
| 19.05.2016              | Bartłomiej Biskup politolog UW                         | Magdalena Korzewska-Kaliszuk prawniczka, pisarka               | Joanna Miziołek dziennikarka tygodnik Wprost                         | Filip Memches dziennikarz dziennik Rzeczpospolita                          |
| 26.05.2016              | brak programu z powodu Bożego Ciała                    | brak programu z powodu Bożego Ciała                            | brak programu z powodu Bożego Ciała                                  | brak programu z powodu Bożego Ciała                                        |
| 02.06.2016              | Adam Chmielecki politolog, dziennikarz, publicysta     | Sergiusz Trzeciak politolog, prawnik Collegium Civitas         | Mariusz Staniszewski dziennikarz tygodnik Wprost                     | Tadeusz Płużański historyk, dziennikarz, publicysta dziennik Super Express |
| 09.06.2016              | Kamil Zaradkiewicz prawnik Trybunał Konstytucyjny      | Marian Szołucha ekonomista                                     | Tomasz Wróblewski dziennikarz Wprost                                 | Piotr Gociek dziennikarz, pisarz Polskie Radio, Do Rzeczy                  |
| 16.06.2016              | Bartłomiej Biskup politolog UW                         | Aleksander Szycht Memoriae Fidelis                             | Rafał Otoka-Frąckiewicz tygodnik ABC / rewelacje.com                 | Mariusz Gierej przedsiębiorca portal mPolska24.pl                          |
| 23.06.2016              | Rafał Chwedoruk politolog UW                           | Spasimir Domaracki politolog U. Łazarskiego / Res Publica Nowa | Mariusz Staniszewski dziennikarz tygodnik Wprost                     | Agaton Koziński publicysta dziennik Polska The Times                       |
| 30.06.2016 07.07.2016   | brak programów z powodu ferii letnich                  | brak programów z powodu ferii letnich                          | brak programów z powodu ferii letnich                                | brak programów z powodu ferii letnich                                      |